# (328477) Eckstein
(328477) Eckstein est un astéroïde de la ceinture principale.

## Description
(328477) Eckstein est un astéroïde de la ceinture principale. Il fut découvert le 21 avril 2009 à Tzec Maun par Erwin Schwab. Il présente une orbite caractérisée par un demi-grand axe de 2,33 UA, une excentricité de 0,16 et une inclinaison de 0,8° par rapport à l'écliptique.

## Compléments